# Josep Benet
Josep Benet i Morell (Cervera, 14 de abril de 1920-San Cugat del Vallés, 25 de marzo de 2008) fue un político, historiador y editor español.
Formado en la escolanía de Montserrat, en su juventud participó ya en el movimiento nacionalista catalán. Perteneció a la Federación de Jóvenes Cristianos de Cataluña. En 1938, durante la Guerra civil española, formó parte del bando republicano. Estudió derecho en la Universidad de Barcelona, donde se licenció en 1945, convirtiéndose en abogado especializado en la defensa de los represaliados por el franquismo.
En 1961 fue galardonado con el premio Joan Maragall otorgado por el Instituto de Estudios Catalanes. En 1996 recibió el Premio de Honor de las Letras Catalanas y en 2000 fue galardonado con la Medalla de Oro de la Generalidad de Cataluña.

## Actividad social
Durante los primeros años del franquismo se convirtió en uno de los exponentes de la lucha en favor de la democracia y del catalanismo mediante la fundación en 1947 del Front Universitari de Catalunya.
Durante un breve período fue miembro de Unión Democrática de Cataluña (UDC). Fue uno de los promotores de la revista Serra d'Or. Participó activamente en diversos actos de la resistencia antifranquista como la huelga de tranvías de 1951, el caso Galinsoga (1960) o la campaña Volem bisbes catalans!, iniciada en 1967. En 1971 participó en la fundación de la Asamblea de Cataluña como independiente.

## Actividad política
En 1977 fue elegido senador por Entesa dels Catalans como independiente en la circunscripción de Barcelona, siendo el senador más votado de toda España. Durante la legislatura constituyente (1977-1979), fue el portavoz del grupo parlamentario Entesa dels Catalans. En las elecciones de 1979 fue reelegido senador en representación de Per l'Entesa, la coalición electoral que habían establecido el PSUC y el Partido del Trabajo de España para las elecciones al Senado. Benet y Pere Portabella, los únicos senadores del PSUC (el último por designación autonómica) se integraron en el Grupo Mixto. Mantuvo su puesto como senador hasta el fin de la legislatura en 1982.
En 1980 fue cabeza de lista en las elecciones autonómicas al parlamento de Cataluña por el PSUC, siendo elegido diputado. En 1982 presentó una moción de censura contra Jordi Pujol, pero fue rechazada. En 1984 abandonó su escaño en el Parlamento catalán, convirtiéndose en director del centro de Historia Contemporánea de Cataluña, cargo que desempeñó hasta 2000.

## Actividad literaria
Especializado en historia social, política y religiosa de los siglos XIX y XX, ha publicado entre otras obras:
- 1964: Maragall i Setmana Tràgica
- 1968: El Doctor Torras i Bages en el marc del seu temps
- 1973: Catalunya sota el règim franquista
- 1990: Exili i mort del president Companys
- 1992: El president Tarradellas en els seus textos (1954-1988)
- 1995: L'intent franquista de genocidi cultural de Catalunya
- 1998: La mort del president Companys
- 1999: Carles Rahola, afusellat
- 2003: Escrits en defensa pròpia
- 2003: Domènec Latorre, afusellat per catalanista
- 2005: De l'esperança a la desfeta (1920-1939) (primer volumen de sus memorias, presentado una semana antes de su fallecimiento)